# Büro des Stellvertreters des Reichskanzlers

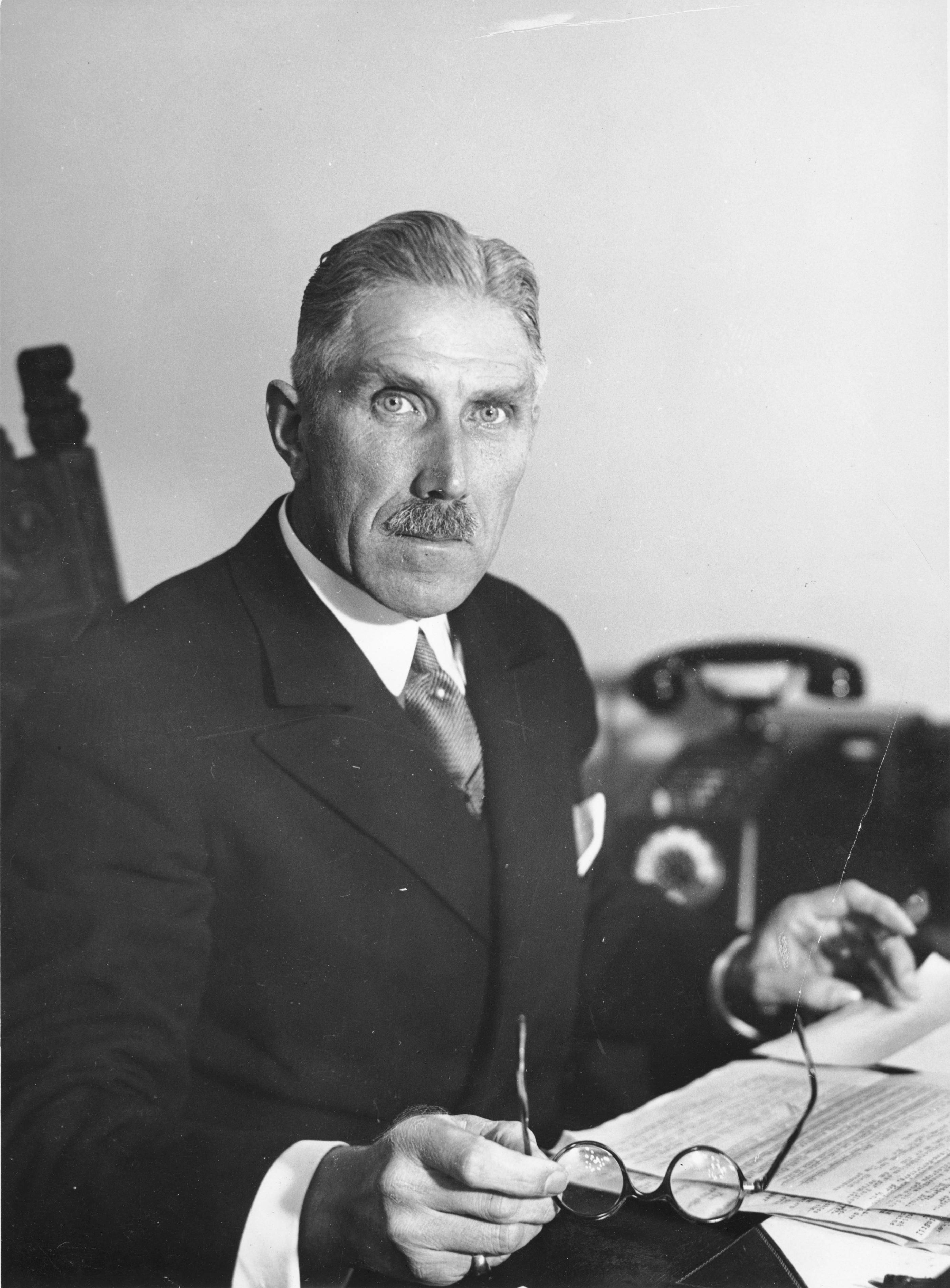
Franz von Papen, 1933

Das Büro des Stellvertreters des Reichskanzlers (Vizekanzlei von Papen) war eine oberste Reichsbehörde, die in der Zeit von Mai 1933 bis Juli beziehungsweise September 1934 bestand.

## Geschichte
Bis 1933 wurde das Amt des Vizekanzlers im Deutschen Reich stets in Personalunion von einem Mitglied des Reichskabinetts bekleidet, das als Fachminister zugleich ein reguläres Ressort leitete. Infolgedessen ließen die deutschen Vizekanzler bis zu diesem Zeitpunkt ihre Amtsgeschäfte als Stellvertreter des Regierungschefs stets in ihrem Fachministerium mit erledigen.
Mit der Ernennung von Franz von Papen zum Vizekanzler in der Regierung Hitler am 30. Januar 1933 wurde erstmals eine Person als Stellvertreter des Reichskanzlers bestallt, die nicht zugleich ein Fachressort der Regierung leitete und damit über den Apparat des dazugehörigen Ministeriums verfügen konnte, um die Aufgaben des Vizekanzlers zu erledigen. Papen hatte dies zunächst ausgeglichen, indem er seine Vizekanzlergeschäfte durch die Mitarbeiter des Preußischen Staatsministeriums betreuen ließ, das ihm in seiner Eigenschaft als Reichskommissar für das Land Preußen, zu dem er gleichzeitig mit seiner Ernennung zum Reichskanzlerstellvertreter im Reichskabinett ernannt worden war, unterstand.
Nachdem Hermann Göring im April 1933 das wiederhergestellte Amt des Preußischen Ministerpräsidenten übernommen hatte, erlosch das Reichskommissariat für Preußen, womit Papen die Möglichkeit, über den Apparat des Staatsministeriums zu verfügen, verlor; die Kontrolle über das Staatsministerium und seine Mitarbeiter ging nunmehr an Göring über.

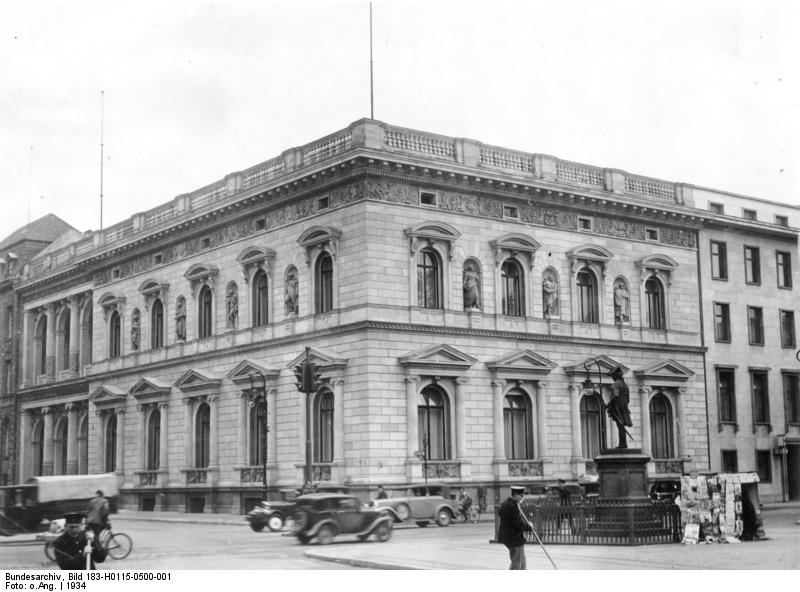
Palais Borsig, 1934

Da sich hiermit erstmals in der Geschichte des Deutschen Reiches die Situation ergab, dass der Vizekanzler nicht zugleich Herr einer weiteren Dienststelle war und damit automatisch über einen Apparat verfügte, der es übernehmen konnte, die ihm als Vizekanzler zufallenden Aufgaben nebenbei mitzuerledigen, wurde auf Beschluss des Reichskabinetts im Mai 1933 das „Büro des Stellvertreters des Reichskanzlers“ als ein eigenständiges „Ministerium des Vizekanzlers“ geschaffen. Als Verwaltungsstelle im Range einer obersten Reichsbehörde verwaltete das Büro fortan die Amtsgeschäfte des Vizekanzlers.
Als Dienstgebäude für das Büro des Stellvertreters des Reichskanzlers wurde das sogenannte Palais Borsig, direkt neben der Reichskanzlei, an der Ecke Wilhelmstraße/Voßstraße gewählt, in dem sich bis dahin die Preußische Pfandbriefbank befunden hatte.
Nachdem es im Frühsommer 1934 zu erheblichen Spannungen zwischen Papen als Exponenten des konservativen Regierungsflügels in der Anfangsphase der Hitler-Regierung und der nationalsozialistischen Führungsriege gekommen war, nutzte Adolf Hitler die Gelegenheit der politischen Säuberungsaktion am 30. Juni 1934 (Röhm-Putsch), um das Büro des Stellvertreters des Reichskanzlers liquidieren zu lassen: An diesem Tag besetzte ein SS-Kommando die Dienststelle des Vizekanzlers, wobei sein Mitarbeiter Herbert von Bose erschossen und drei weitere ins KZ Lichtenburg verschleppt wurden. Nachdem das Vizekanzleramt im Juli 1934 abgeschafft wurde (was aus taktischen Gründen erst einige Monate später öffentlich bekannt gegeben wurde) wurde das Büro des Stellvertreters des Reichskanzlers als Ministerium in den Monaten Juli bis September 1934 aufgelöst: Die Geschäfte wurden zunächst kommissarisch durch eine Abwicklungsstelle, die sich erst in der Potsdamer Straße und zuletzt in der Mohrenstraße befand, weitergeführt und dann eingestellt.